# فام مينه تشين
فام مينه تشين (مواليد 10 ديسمبر 1958) هو سياسي فيتنامي يشغل حالياً منصب رئيس وزراء فيتنام.